# Trent (stripreeks)
Trent is een van oorsprong Franse stripreeks waarvan het eerste deel verscheen in 1991. Het scenario is van Rodolphe en Luiz Eduardo de Oliveira, bekend onder de naam Léo, is de tekenaar.

## Verhaal
De protagonist Trent is mountie en in de uitgebrachte acht afleveringen volgen we hem tijdens zijn werk en zien de ingrijpende veranderingen in zijn persoonlijk leven. Het verhaal Kleine Trent is in 2000 het laatste verhaal in de reguliere reeks. In 2017 verschenen in het Nederlandse taalgebied integrale versies, bundelingen van de eerder uitgebrachte albums bij uitgeverij Dargaud.

## Albums
| Nummer | Titel               | Jaar |
| ------ | ------------------- | ---- |
| 1      | De dode man         | 1991 |
| 2      | The kid             | 1992 |
| 3      | De outcast          | 1993 |
| 4      | Vallei van de angst | 1995 |
| 5      | Wild Bill           | 1996 |
| 6      | Land zonder zon     | 1998 |
| 7      | Miss                | 1999 |
| 8      | Kleine Trent        | 2000 |